# مارک دافی
مارک دافی (انگلیسی: Mark Duffy؛ زادهٔ ۷ اکتبر ۱۹۸۵) بازیکن فوتبال اهل بریتانیا است.
از باشگاه‌هایی که در آن بازی کرده‌است می‌توان به باشگاه فوتبال رکسهام، باشگاه فوتبال دونکستر راورز، باشگاه فوتبال لیورپول، باشگاه فوتبال واکسول موتورز، باشگاه فوتبال پرسکوت کابلس، باشگاه فوتبال ساوتپورت، باشگاه فوتبال مورکم، و باشگاه فوتبال اسکانتورپ یونایتد، باشگاه فوتبال بیرمنگام سیتی، باشگاه فوتبال چسترفیلد، باشگاه فوتبال مورکم، و باشگاه فوتبال بارتون آلبیون اشاره کرد.